# You won't find another fool like me
You won't find another fool like me is een single van The New Seekers. Het is afkomstig van hun album Together, dat hun laatste reguliere album in deze samenstelling bleek. Het was een van de drie singles en tevens laatste single van hun die de Nederlandse hitparade wist te behalen. In België hadden The New Seekers zes liedjes in de hitparade. Lyn Paul had de eerste stem in dit liedje.

## Hitnotering

### Nederlandse Top 40
Het plaatje was voorafgaand aan de hitnotering alarmschijf
| Hitnotering: week 52/1973 t/m 4/1974 | Hitnotering: week 52/1973 t/m 4/1974 | Hitnotering: week 52/1973 t/m 4/1974 | Hitnotering: week 52/1973 t/m 4/1974 | Hitnotering: week 52/1973 t/m 4/1974 | Hitnotering: week 52/1973 t/m 4/1974 | Hitnotering: week 52/1973 t/m 4/1974 |
| Week:                                | 1                                    | 2                                    | 3                                    | 4                                    | 5                                    |                                      |
| ------------------------------------ | ------------------------------------ | ------------------------------------ | ------------------------------------ | ------------------------------------ | ------------------------------------ | ------------------------------------ |
| Positie:                             | 31                                   | 15                                   | 14                                   | 18                                   | 30                                   | uit                                  |

### NederlandseDaverende 30
| Hitnotering: 5-1-1974 t/m 25-1-1974 | Hitnotering: 5-1-1974 t/m 25-1-1974 | Hitnotering: 5-1-1974 t/m 25-1-1974 | Hitnotering: 5-1-1974 t/m 25-1-1974 | Hitnotering: 5-1-1974 t/m 25-1-1974 |
| Week:                               | 1                                   | 2                                   | 3                                   |                                     |
| ----------------------------------- | ----------------------------------- | ----------------------------------- | ----------------------------------- | ----------------------------------- |
| Positie:                            | 10                                  | 7                                   | 18                                  | uit                                 |

### BelgischeBRT Top 30
| Hitnotering: 12-1-1974 t/m 8-3-1974 | Hitnotering: 12-1-1974 t/m 8-3-1974 | Hitnotering: 12-1-1974 t/m 8-3-1974 | Hitnotering: 12-1-1974 t/m 8-3-1974 | Hitnotering: 12-1-1974 t/m 8-3-1974 | Hitnotering: 12-1-1974 t/m 8-3-1974 | Hitnotering: 12-1-1974 t/m 8-3-1974 | Hitnotering: 12-1-1974 t/m 8-3-1974 | Hitnotering: 12-1-1974 t/m 8-3-1974 | Hitnotering: 12-1-1974 t/m 8-3-1974 |
| Week:                               | 1                                   | 2                                   | 3                                   | 4                                   | 5                                   | 6                                   | 7                                   | 8                                   |                                     |
| ----------------------------------- | ----------------------------------- | ----------------------------------- | ----------------------------------- | ----------------------------------- | ----------------------------------- | ----------------------------------- | ----------------------------------- | ----------------------------------- | ----------------------------------- |
| Positie:                            | 3                                   | 12                                  | 8                                   | 9                                   | 5                                   | 18                                  | 20                                  | 27                                  | uit                                 |

### UK Singles Chart
De matige verkoopcijfers stonden in schril contrast met de verkoopcijfers in het Verenigd Koninkrijk:
| Hitnotering: 24-11-1973 t/m 15-3-1974 | Hitnotering: 24-11-1973 t/m 15-3-1974 | Hitnotering: 24-11-1973 t/m 15-3-1974 | Hitnotering: 24-11-1973 t/m 15-3-1974 | Hitnotering: 24-11-1973 t/m 15-3-1974 | Hitnotering: 24-11-1973 t/m 15-3-1974 | Hitnotering: 24-11-1973 t/m 15-3-1974 | Hitnotering: 24-11-1973 t/m 15-3-1974 | Hitnotering: 24-11-1973 t/m 15-3-1974 | Hitnotering: 24-11-1973 t/m 15-3-1974 | Hitnotering: 24-11-1973 t/m 15-3-1974 | Hitnotering: 24-11-1973 t/m 15-3-1974 | Hitnotering: 24-11-1973 t/m 15-3-1974 | Hitnotering: 24-11-1973 t/m 15-3-1974 | Hitnotering: 24-11-1973 t/m 15-3-1974 | Hitnotering: 24-11-1973 t/m 15-3-1974 | Hitnotering: 24-11-1973 t/m 15-3-1974 | Hitnotering: 24-11-1973 t/m 15-3-1974 |
| Week:                                 | 1                                     | 2                                     | 3                                     | 4                                     | 5                                     | 6                                     | 7                                     | 8                                     | 9                                     | 10                                    | 11                                    | 12                                    | 13                                    | 14                                    | 15                                    | 16                                    |                                       |
| ------------------------------------- | ------------------------------------- | ------------------------------------- | ------------------------------------- | ------------------------------------- | ------------------------------------- | ------------------------------------- | ------------------------------------- | ------------------------------------- | ------------------------------------- | ------------------------------------- | ------------------------------------- | ------------------------------------- | ------------------------------------- | ------------------------------------- | ------------------------------------- | ------------------------------------- | ------------------------------------- |
| Positie:                              | 35                                    | 7                                     | 3                                     | 4                                     | 3                                     | 3                                     | 2                                     | 2                                     | 1                                     | 5                                     | 3                                     | 8                                     | 20                                    | 27                                    | 33                                    | 30                                    | uit                                   |